# ブイルク・カン
ブイルク・カン（モンゴル語: Buyiruγ qan, 生年不詳 - 1206年）は、12世紀末から13世紀初頭にかけて活躍したナイマン部族のカン(Qan)。グチュウト・ナイマン族を率いてチンギス・カン率いるモンゴル部と対立したが、最終的にチンギス・カンに敗れて殺された。『元朝秘史』などの漢文史料では不亦魯黒罕(bùyìlŭhēi hǎn)、『集史』などのペルシア語史料ではبویروق خان(būīrūq khān)と記される。

## 生涯
ブイルク・カンはナイマン部族長イナンチュ・ビルゲ・ブク・カンの息子として生まれ、兄弟にはタイ・ブカ（タヤン・カン）がいた。『集史』「ナイマン部族志」によると、「ブイルク・カン」という名は「クチュルク・カン」と同様にナイマン部君主が代々名のってきた称号で、「命令を与える者」の意であったという。ただし、イナンチュの息子「ブイルク・カン」の本名については記録に残されていない。
『集史』「ナイマン部族志」によると、ブイルク・カンがタヤン・カンの天幕の近くを通った時、挨拶もせず立ち去った一件を切っ掛けに兄弟の仲は悪化し、イナンチュは「グチュウト・ナイマン族」を、タヤン・カンは「アクサド・ナイマン族」を、それぞれ率いてナイマン・ウルスを分割支配したという。ブイルク・カンの遊牧地について、後述するコイテンの戦い後に「アルタイの南のウルグ・ダク（テュルク語で「大きい山」の意）を目指して離れ、逃れていった」と記されており、アルタイ山脈南部にあったと見られる。モンゴル高原東方でモンゴル部のテムジン（後のチンギス・カン）とケレイト部のトオリル（オン・カン）の同盟勢力が勢力を拡大して脅威になりつつあっても、両者は決して協同しようとせず、寧ろ他部族の力を借りて対抗しようとした。
1202年（壬戌）秋、ブイルク・カンは成長著しいモンゴル・ケレイト同盟に対抗するため、メルキト部のトクトア・ベキ、ドルベン部のカジウン・ベキ、タタル部のジャリン・ブカ、イキレス部のドゲ・マカ、コンギラト部のデルゲク・エメル、コルラス部のチョナク、オイラト部のクトカ・ベキ、タイチウト部のタルグタイ・キリルトクらと同盟を組み、コイテンの地にてモンゴル・ケレイト同盟軍と激突した（コイテンの戦い）。この戦いではタイチウト部のアウチュ・バートル（阿忽出）とメルキト部のクドゥ（火都）、そしてブイルク率いるナイマン軍が先鋒としてモンゴル・ケレイト同盟軍と衝突したが、天候がモンゴル・ケレイト同盟軍に味方し、悪天候の中進軍できなかったナイマン軍らは潰走してしまった。なお、『元朝秘史』はこの時ナイマンのブイルク・カンとオイラトのクドカ・ベキが「ジャダ（風雨を起こす呪法）」でモンゴル・ケレイト軍を阻もうとしたが失敗して自軍に風雨を起こしてしまい、「天神のご加護を得られなかったぞ」と叫んで退却したという伝承を記録している。
同年、モンゴル・ケレイト同盟軍はブイルク・カンを追撃してアルタイ山脈を越え、ウルングゥ川流域のキジル・バシ湖に至った。この時、ブイルク・カン配下のイェディ・トブルクというノヤンが100騎を率いて同盟軍の追撃を阻み、山の上にまで逃れたが、馬の腹帯を切られたために落馬して捕虜となったという逸話が伝えられている。ただし、この逸話は史料によって年代がまちまちで、『元朝秘史』は戌年（1202年）のこととするが、他の史料で別の年代のこととしている。
コイテンの戦いの敗戦後、ブイルクは積極的にモンゴル・ケレイト同盟と事を構えなくなり、逆にタヤン・カン率いるナイマン本部が他部族と連合してモンゴル・ケレイト同盟軍と干戈を交えるようになった。1204年（甲子）、同盟者であったケレイト部をも征服・併合し益々強大となったモンゴル部に対し、残ったモンゴル高原西方の諸部族は同盟を組み対抗したが敗れ、タヤン・カンの息子クチュルクやトクトア・ベキの息子クドゥはブイルク・カンの下に逃れた。
1206年（丙寅）、モンゴル帝国を建国したチンギス・カンは遂にブイルク・カンの下に出兵し、ウルグ・タグのソゴク水（ソゴク・ウスン）で狩猟中のブイルク・カンは捕らえられ、殺された。ここにおいてモンゴル高原におけるナイマン・ウルスは完全に滅亡したが、ブイルク・カンの下に身を寄せていた甥のクチュルクはクドゥらとともに更に西方のイルティシュ川（也児的石河）河畔に逃れ、後にクチュルクは西遼（カラ・キタイ）を乗っ取ってナイマンを復興させている。

## ナイマン王家
- イナンチュ・ビルゲ・ブク・カン（Inančü Bilge Bügü Qan ＞亦難察罕/yìnánchá hǎn,اینانچ بلگه بوکو خان/īnānch bilge būkū khān）
  - ブイルク・カン（Buyiruγ qan ＞不亦魯黒罕/bùyìlŭhēi hǎn,بویروق خان/būīrūq khān）
  - タヤン・カン（Tayang Qan ＞塔陽罕/tǎyáng hǎn,تايانك خان/tāyānk khān）
    - クチュルク（Küčülüg ＞古出魯克/gŭchūlŭkè,كوچلك خان/kūchuluk khān）
      - チャウン（Ča'un ＞敞温/chǎngwēn）
        - チャウス（Ča'us ＞抄思/chāosī）
          - ベテキン（Betekin ＞別的因/biédeyīn）
- ナルクシュ・タヤン・カン（Naruqš Tayan Qan ＞نارقیش تايانك/nārqīsh tāyānk）

## 参考資料
- C.M.ドーソン『モンゴル帝国史』1巻（佐口透訳注、東洋文庫、平凡社、1968年3月、ISBN 4582801102）
- 訳注：村上正二『モンゴル秘史1 チンギス・カン物語』（平凡社、1970年、ISBN 4582801633）
- 訳注：村上正二『モンゴル秘史2 チンギス・カン物語』（平凡社、1972年、ISBN 4582802095）
- 『新元史』巻118列伝15
- 『蒙兀児史記』巻21列伝3